# Louis Cappel
Louis Cappel (St Elier, 15 ottobre 1585 – Saumur, 18 giugno 1658) è stato un presbitero e umanista francese di religione protestante.

## Biografia
Ugonotto e nipote di Jacques Cappel, studiò teologia all'Accademia di Sedan e all'Accademia di Saumur, e arabo all'Università di Oxford, dove si fermò per due anni. All'età di trentotto anni accettò la cattedra di lingua ebraica a Saumur, e dopo vent'anni divenne professore di teologia. Fra i suoi allievi vi furono Moïse Amyraut e Josué de la Place.
Come studioso di ebraico fece uno studio speciale della storia del testo ebraico, che lo portò alla conclusione che i Niqqud e gli accenti non sono una parte originale della lingua ebraica, ma vennero inseriti dagli ebrei Masoreti di Tiberiade, non prima del V secolo; concluse inoltre che i caratteri ebraici primitivi sono quelli ormai noti come "samaritani", mentre quelli quadrati appartenevano originariamente all'aramaico e vennero sostituiti ai primitivi al tempo dell'esilio babilonese. Queste conclusioni, inserite nel suo libro Arcanum punctuationis revelatum pubblicato anonimamente nel 1624, vennero fortemente contestate da Johannes Buxtorf e da suo figlio Johannes Buxtorf il Giovane. Già un secolo prima, Elia Levita aveva già contestato l'antichità dei punti vocalici, che erano ancora sconosciuti al tempo di san Gerolamo e del Talmud.
Il punto di vista di Cappel ottenne col tempo il consenso degli eruditi e venne confermato dalla scoperta dei Rotoli del Mar Morto, nei cui testi ebraici non appaiono mai i punti vocalici.
La seconda opera più importante di Cappel, Critica sacra, è successiva e controversa da un punto di vista teologicoː infatti; dopo aver respinto l'antichità dei punti vocalici, Cappel indicava, in base alle varianti trovate nei manoscritti del testo masoretico e le differenze tra questo e le antiche versioni (Septuaginta e altre), che anche il testo consonantico della Bibbia ebraica era stato soggetto a cambiamenti, corruzioni e interferenze umane. Ciò costituiva un attacco contro l'ispirazione verbale delle Scritture, generalmente accettata dai protestanti. Egli aveva completato il libro nel 1634, ma una forte opposizione gli impedì di stamparlo fino al 1650, quando venne aiutato da Jean Morin, che era entusiasta del libro e d'accordo con le sue conclusioni. Dopo la feroce opposizione alle idee di Cappel, non passò molto tempo prima che i suoi risultati venissero accettati dalla maggior parte degli studiosi.
Cappel fu anche autore di Annotationes et commentarii in Vetus Testamentum ed altre opere bibliche, oltre a diversi altri trattati sull'ebraico, e fra questi Diatribe de veris et antiquis Ebraeorum literis (1645). Il suo Commentarius de Capellorum gente, che parlava anche della famiglia Cappel, venne pubblicato postumo da suo nipote James Cappel (1639–1722), che, diciottenne, divenne professore di ebraico a Saumur, ma dopo la revoca dell'editto di Nantes fuggì in Inghilterra.